# Йоган Бюрк
Йоган Бюрк (нід. Johan Burk, 11 травня 1887 — ) — нідерландський академічний веслувальник.
Бронзовий призер Олімпійських Ігор 1908 року в складі розпашної четвірки без стернового.